# قضیه مقدار کرانی

یک تابع پیوسته در بازهٔ بستهٔ که در آن حداکثر مطلق (قرمز) و حداقل مطلق (آبی) نشان داده شده‌است.

در حسابان، قضیهٔ مقدار کرانی یا قضیهٔ مقدار فرین بیان می‌کند که اگر یک تابع با مقادیر حقیقی {\displaystyle f} در بازهٔ بسته و ناتهی {\displaystyle [a,b]}، پیوسته باشد، این تابع، یعنی {\displaystyle f}، اقلاً یکبار به مقادیر حداکثر و حداقل دست می‌یابد؛ یعنی در بازهٔ {\displaystyle [a,b]}، اعدادی مانند {\displaystyle c} و {\displaystyle d} هستند به طوری که:
{\displaystyle f(c)\geq f(x)\geq f(d)\quad \forall x\in [a,b]}
قضیه مقدار کرانی از قضیهٔ کرانه‌داری گویاتر است. این قضیه صرفاً بیان می‌کند که یک تابع پیوسته {\displaystyle f} در بازهٔ بسته {\displaystyle [a,b]} تابعی کران‌دار است؛ یعنی اعداد حقیقی همچون {\displaystyle m} و {\displaystyle M}  وجود دارد به طوری که:
{\displaystyle m\leq f(x)\leq M\quad \forall x\in [a,b]} .
چنین قضیه‌ای نمی‌گوید {\displaystyle M} و {\displaystyle m} لزوماً مقادیر حداکثر و حداقل {\displaystyle f} در فاصله {\displaystyle [a,b],} هستند؛ که این همان چیزی است که قضیه مقدار کرانی تصریح می‌کند، باید باشد.

## توابعی که قضیه در مورد آن‌ها صدق نمی‌کند
مثال‌های زیر نشان می‌دهند که چرا دامنه تابع باید بسته و محدود باشد تا قضیه اعمال شود. هر کدام از آن‌ها در بازهٔ مشخص شده به حداکثر نمی‌رسند.
1. {\displaystyle f(x)=x} تعریف شده‌است {\displaystyle [0,\infty )} از بالا کران‌دار نمی‌شود.
2. {\displaystyle f(x)={\frac {x}{1+x}}} تعریف شده‌است {\displaystyle [0,\infty )} کران‌دار است اما به حداقل حد بالایی خود {\displaystyle 1} نمی‌رسد.
3. {\displaystyle f(x)={\frac {1}{x}}} تعریف شده‌است {\displaystyle (0,1]} از بالا کران‌دار نمی‌شود.
4. {\displaystyle f(x)=1-x} تعریف شده‌است {\displaystyle (0,1]} کران‌دار است اما هرگز به حداقل حد بالایی خود {\displaystyle 1} نمی‌رسد.

تعیین {\displaystyle f(0)=0} در دو مثال آخر نشان می‌دهد که هر دو قضیه نیاز به پیوستگی در {\displaystyle [a,b]} دارند.

## جستارهای خارجی
- اثباتی برای قضیهٔ مقادیر کرانی در زمان قطع
- قضیه مقدار کرانی توسط ژاکلین واندزورا با مشارکت‌های اضافی توسط استفان واندزورا، نمایش‌های پروژه ولفرام.
- Weisstein, Eric W. "Extreme Value Theorem". MathWorld.
- اثبات سیستم Mizar : http://mizar.org/version/current/html/weierstr.html#T15